# Брашов (табір інтернованих вояків Армії УНР)
Брашов – табір інтернованих вояків Армії УНР у м.Брашов (Румунія) у 1920-1921 рр.
Створений на базі табору для військовополонених у листопаді-грудні 1920 року. Складався із двох частин – Казарми Варфоломея (Barăcile Bartolomeu) біля залізничної станції) та Фортеці (Cetățuia / Четецуя) у центрі міста.

Початкова кількість інтернованих – 461 особа, з них 391 належала до 2-ї запасної бригади 7-ї кулеметної дивізії Армії УНР.
Комендантом табору був полковник Моску, його ад’ютантом – капітан Пескару, а представником інтернованих – Гнат Порохівський. Комендант фортеці - лейтенант Тісеску. У казармах Бартоломеу - сотник Середа.

У 1921 р. завдяки клопотанню української дипломатичної місії в Бухаресті інтернованим платили 50 леїв місячної зарплати. Старшинам дозволялось виходити у місті.
У таборі виникло Товариство художників (поручник Степан Богданович, хорунжі Маковський та Дідов). Виходив часопис  "За ґратами".
Навесні 1921 року відбулося Шевченківське свято, а також кілька концертів хору.
У табір, окрім вояків Армії УНР, прибули інтерновані вояки загонів Сірка, Гулого-Гуленка, Нестора Махна. Для розвантаження табору, козаків з сім’ями, а також цивільних українців перевели у табір Фегераш.
Навесні 1921 р. у таборі помер хорунжий Гнат Гуменюк. Дещо згодом покінчив самогубством сотник Михайло Бензель.
У червні 1921 року інтерновані брали участь в урочистому відкритті пам’ятника на військовому кладовищі, на якому був присутній король Румуні Фердинанд І.
Восени 1921 року старшинам дозволили влаштовуватись на роботу за межами табору. 
На початку листопада 1921 року табір переведено у с. Хелкіу.